# 茂木房五郎 (4代)
四代 茂木 房五郎（よんだい もぎ ふさごろう、旧名・熊蔵、1870年8月14日（明治3年7月18日） - 没年不明）は、日本の実業家、資産家、醤油醸造家。千葉県多額納税者。族籍は千葉県平民。

## 人物
千葉県東葛飾郡野田町（現・千葉県野田市）出身。茂木廣の長男、あるいは茂木房五郎の長男。高等商業学校（現・一橋大学）に学び、1899年に退学した。1904年、家督を相続し旧名・熊蔵を改めた。醤油醸造業を営み銀行会社の重役であった。野田商誘銀行、野田醤油各取締役、万上味淋監査役等をつとめた。貴族院多額納税者議員選挙の互選資格を有した。住所は千葉県東葛飾郡野田町。

## 家族・親族
茂木家
- 父・3代房五郎（旧名・幸三郎、隠居名・廣、号・楽之) ‐ 2代房五郎の娘婿。[1][5][9][10]
- 弟
  - 和三郎（1880年 - ?、分家）[1]
  - 静之助（1876年 - ?、東京、太田テイの入夫[1]）
- 妻・ひで（1873年 - ?、千葉、茂木七郎右衛門_(6代)の妹[1]、五代茂木七郎右衛門の長女[11]）
- 男・五代房五郎（1893年 - ?、旧名は三千蔵）[1]
  - 同妻・愛（1894年 - ?) ‐ 千葉、藤崎勘三郎（妻の兄、茂木七郎右衛門6代の弟）の長女[5]
- 二男・芳次郎（1898年 - ?）[1]
- 三男・須賀長三郎（1901年 - ?、須賀孫七の養子）[1][4]
- 四男・七郎（1907年 - ?）[1][4]
- 七男・新七（1914年 - ?） ‐ ヒゲタ醤油社長。岳父に浜口吉兵衛 (2代)。[4][5]
- 長女・愛（淑江[12]）（1895年 - ?） ‐ 千葉、九代茂木佐平治の妻。長男は10代茂木佐平治[1][11]
- 二女・とき（1903年 - ?）千葉、茂木啓三郎 (初代)の養子となり、茂木啓三郎2代の妻となる[1]
- 三女・こと（1906年 - ?）[1] ‐ 桑田正一の妻[12]
- 孫[4][5]

親戚
- 中野長兵衛（千葉県多額納税者、醤油問屋業）
- 初代茂木啓三郎（醤油商、会社重役）[5]
- 六代茂木七郎右衛門（千葉県多額納税者、資産家、野田醤油初代社長）